# Eubaphe medea
Eubaphe medea är en fjärilsart som beskrevs av Druce 1885. Eubaphe medea ingår i släktet Eubaphe och familjen mätare. Inga underarter finns listade i Catalogue of Life.